# Tetsuta Nagashima
Tetsuta Nagashima 長島 哲太, (Kanagawa, 2 de julho de 1992) é um motociclista japonês, atualmente compete na Moto2 pela Teluru SAG Team. 

## Carreira
Tetsuta Nagashima fez sua estreia na Moto2 em 2013. 